# Cryptotis orophila
Cryptotis orophila е вид бозайник от семейство Земеровкови (Soricidae).

## Разпространение
Видът е разпространен в Коста Рика, Никарагуа, Салвадор и Хондурас.